# 말라위의 재외공관 목록

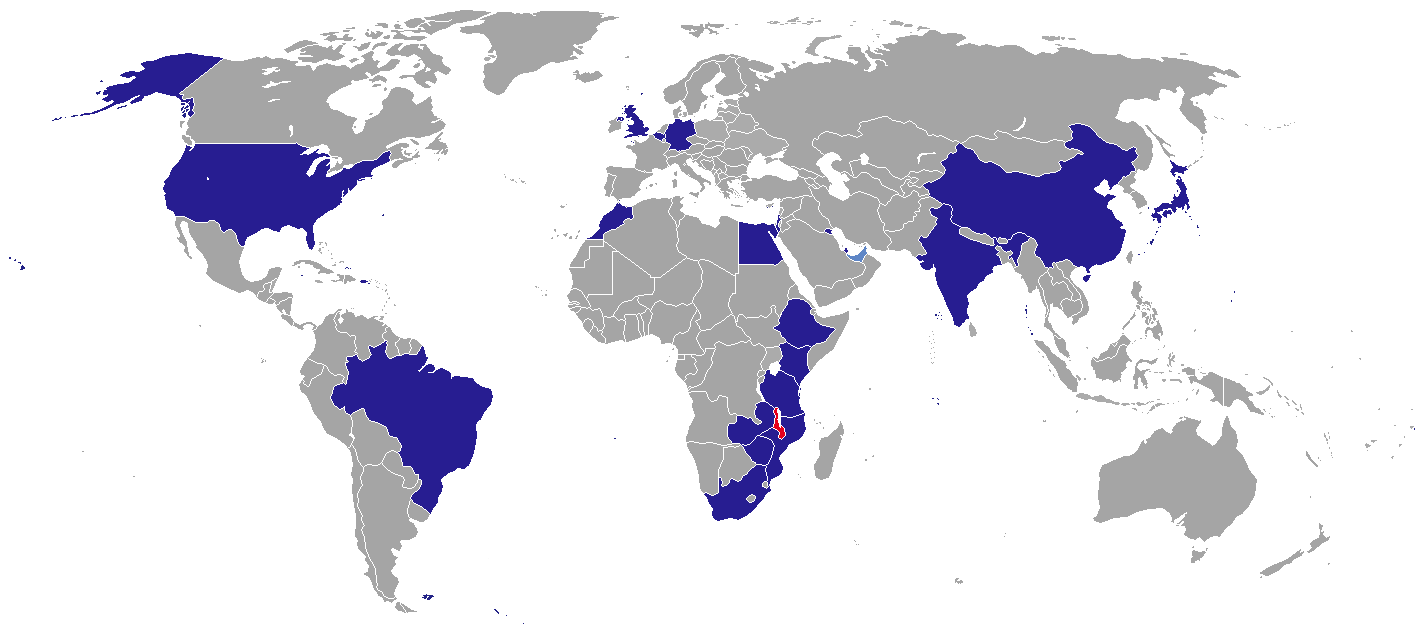
말라위의 재외공관

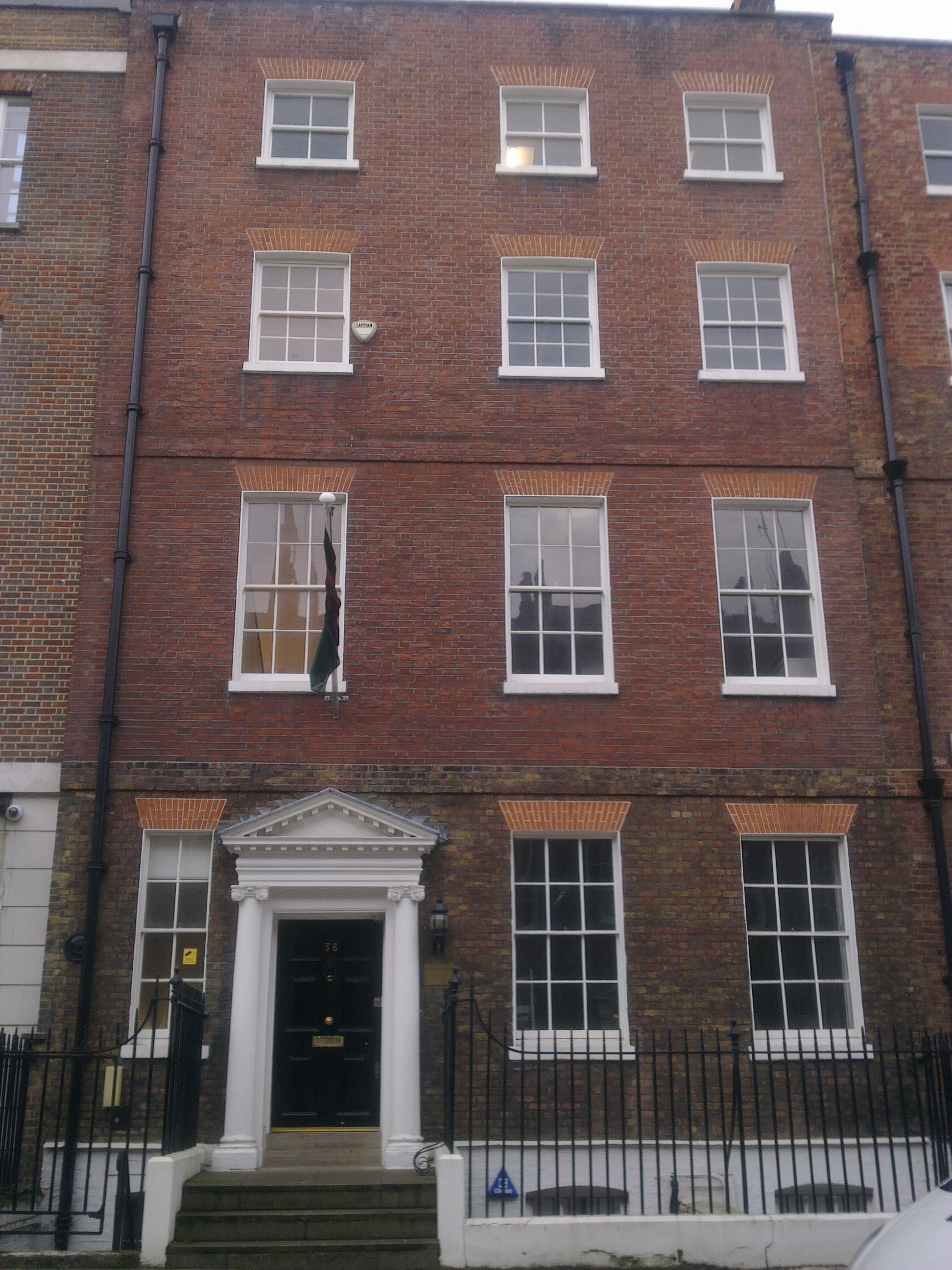
런던 주재 말라위 고등판무관 사무소

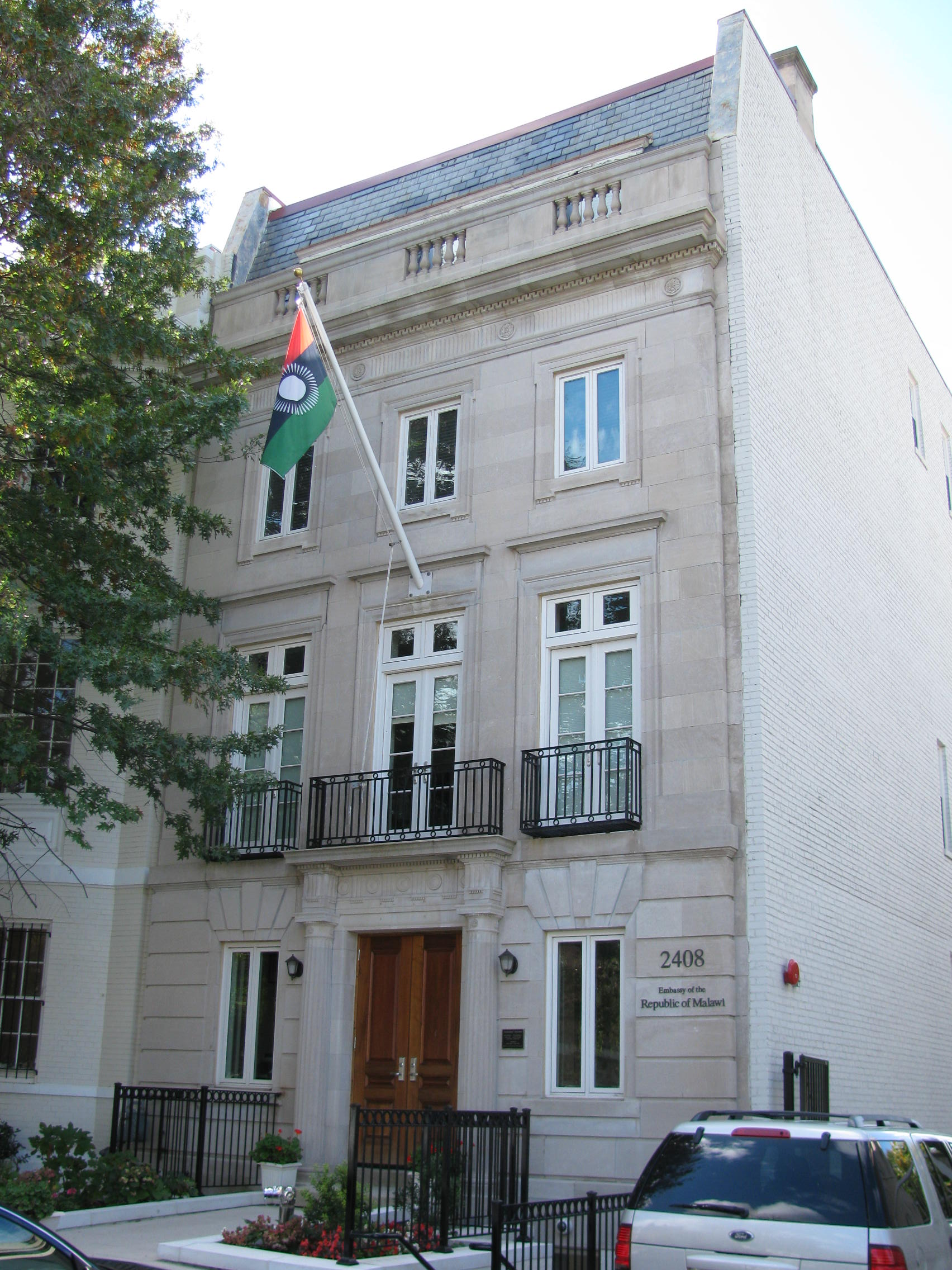
워싱턴 D.C. 주재 말라위 대사관

말라위의 재외공관 목록은 말라위 주재 대사관과 고등판무관 사무소를 각국에 상주시켜 놓는 것을 의미하며 말라위의 재외공관을 나열한 목록이다.

## 아프리카
- 이집트 : 카이로 (대사관)
- 에티오피아 : 아디스아바바 (대사관)
- 케냐 : 나이로비 (고등판무관 사무소)
- 모잠비크 : 마푸투 (고등판무관 사무소)
- 남아프리카 공화국 : 프리토리아 (고등판무관 사무소), 요하네스버그 (총영사관)
- 탄자니아 : 다르에스살람 (고등판무관 사무소)
- 잠비아 : 루사카 (고등판무관 사무소)
- 짐바브웨 : 하라레 (대사관)

## 아메리카
- 브라질 : 브라질리아 (대사관)
- 미국 : 워싱턴 D.C. (대사관)

## 아시아
- 중화인민공화국 : 베이징시 (대사관)
- 인도 : 뉴델리 (고등판무관 사무소)
- 일본 : 도쿄도 (대사관)

## 유럽
- 벨기에 : 브뤼셀 (대사관)
- 독일 : 베를린 (대사관)
- 영국 : 런던 (고등판무관 사무소)

## 대표부
- UN 말라위 정부 대표부 : 뉴욕